# Smokvica Krmpotska
Smokvica Krmpotska – wieś w Chorwacji, w żupanii primorsko-gorskiej, w mieście Novi Vinodolski. W 2011 roku liczyła 47 mieszkańców.